# Greg Pence
Gregory Joseph Pence (nacido el 14 de noviembre de 1956) es un hombre de negocios y político estadounidense que se desempeña como Representante de los Estados Unidos para el 6.º distrito congresional de Indiana desde 2019. Miembro del Partido Republicano, es el hermano mayor del 48.° Vicepresidente Mike Pence.

## Primeros años
Nacido en Columbus, Indiana el 14 de noviembre de 1956, Pence es el mayor de seis hijos nacidos de sus padres, Nancy y Ed. Según su madre, Pence y sus tres hermanos montaron carros en un desfile de campaña de 1964 para el candidato presidencial republicano Barry Goldwater.

## Vida política

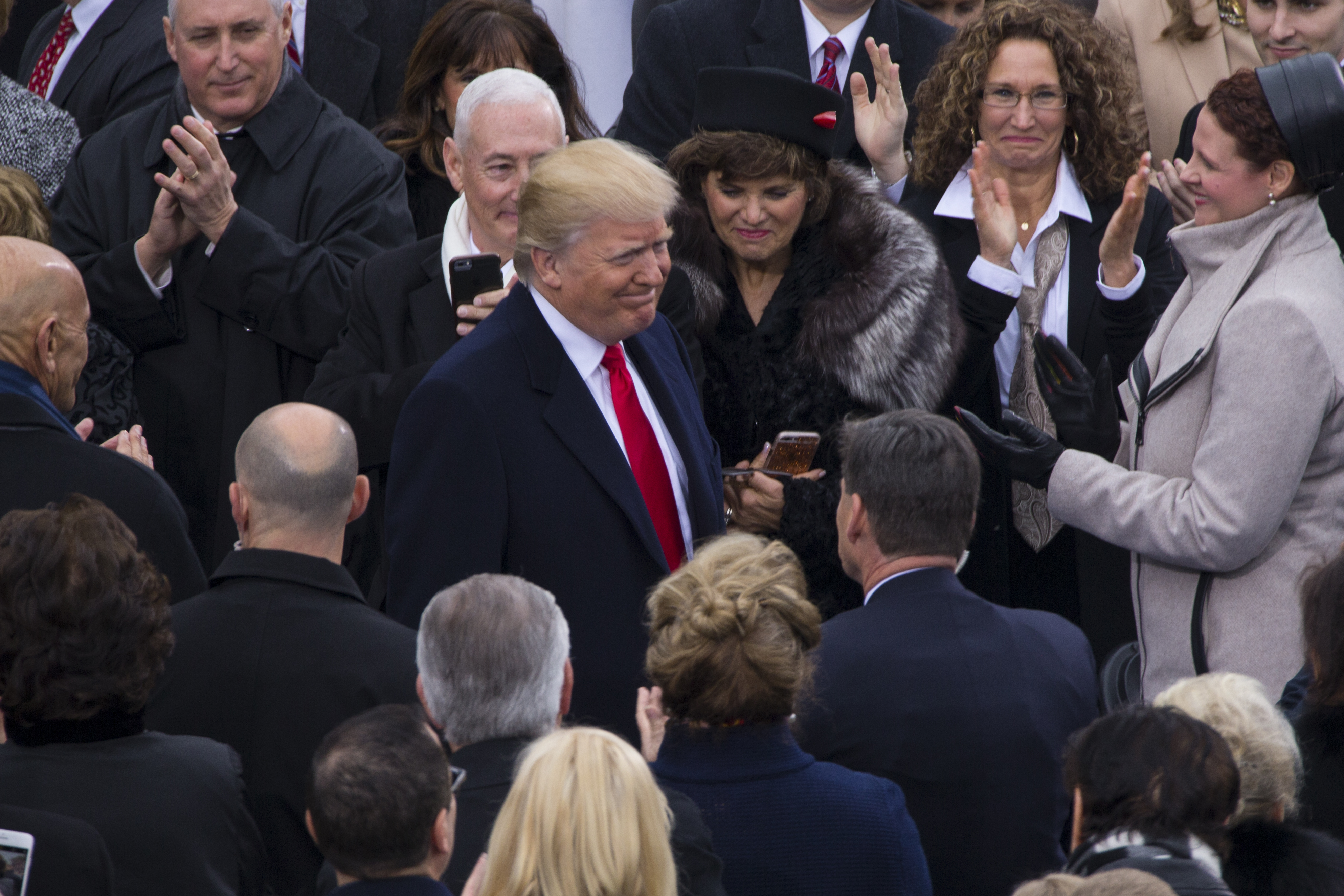
Greg Pence de pie detrás de Donald Trump en la inauguración de 2017.

Pence posee y opera centros comerciales antiguos en el sur de Indiana.
Luego de su baja honorable de la Infantería de Marina, Pence se unió a Kiel Brothers Oil Company en 1988, luego de la muerte de su padre, y se desempeñó como su presidente desde 1998 hasta 2004.
Después de su partida, la compañía solicitó la protección por bancarrota del Capítulo 11 en 2004. A través de la compañía, también había dirigido una cadena de estaciones de servicio y tiendas de conveniencia. Según algunos informes, la limpieza de los sitios de negocios difuntos le ha costado a Indiana al menos USD 21 millones. Pence había trabajado anteriormente para Marathon Oil y Unocal. En 1999, fue elegido miembro de la junta directiva de Home Federal Bancorp y su filial Home Federal Savings Bank.
|  | 63.8 % |

|  | 32.9 % |

|  | 100.0 % |

## Vida personal
Pence y su esposa Denise poseen dos centros comerciales antiguos. Juntos tienen cuatro hijos, Nicole, Lauren, Emily y John, y seis nietos. 
Denise fue delegada de Indiana en la Convención Nacional Republicana de 2016 y emitió un voto allí para que Donald Trump y Mike Pence fueran los nominados del partido. Pence y su familia asistieron a la inauguración de Donald Trump, situada varias filas detrás del presidente entrante. Su hija mayor, Nicole, era presentadora de televisión en Indianápolis y su hijo, John, trabajaba para la Campaña Trump 2020 en febrero de 2018.